# XM1206 Infantry Carrier Vehicle

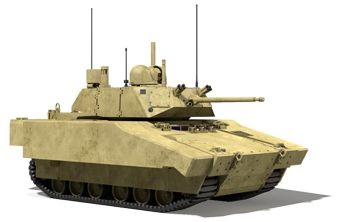
XM1206 Infantry Carrier Vehicle

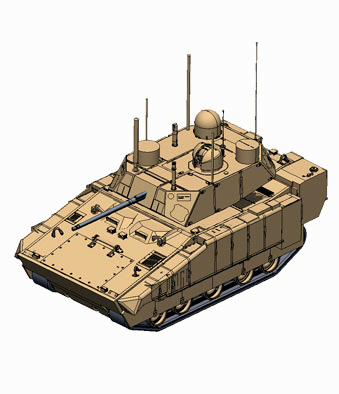
Konzept des ICV

Das XM1206 Infantry Carrier Vehicle (ICV) (deutsch Infanterie-Transport-Fahrzeug) war ein Projekt der United States Army. Es war Teil des Programms Future Combat Systems. Bei einer Realisierung wäre es Teil des militärischen Global Information Grids geworden. Mit der Beendigung des FCS-Programms durch Verteidigungsminister Robert Gates wurde das Projekt eingestellt.

## Systembeschreibung
Es wurden vier Versionen entwickelt:
- Company Commander ICV
- Platoon Leader ICV
- Weapons Squad ICV
- Rifle Squad ICV

Das Fahrzeug mit zwei Mann Bedien-Besatzung sollte bis zu neun Soldaten transportieren und mit einer Maschinenkanone mit Kaliber 30 ausgerüstet werden. Da die Panzerung nur Munition bis zu Kaliber 30 mm widerstehen sollte, waren abstandsaktiven Schutzmaßnahmen gegen Panzerabwehrwaffen vorgesehen.